# 자주

자주(紫朱, purple)는 보라와 빨강 사이의 색이다. 보라색일 때의 영어 단어 purple은 보통 파랑과 빨강 사이의 모든 색을 부르는 데에 쓰이지만 미술 전문가들은 붉은기가 도는 보라색(red-violet), 즉 자주색을 부를 때에만 purple이란 단어를 쓴다.

## 교통 수단
- 서울 지하철 5호선의 색상이다.
- 부산-김해경전철의 색상이다.
- SR 130000호대의 색상이다.
- 도쿄 지하철 한조몬 선의 색상이다.
- 경기고속, 대원고속 시외 사업부의 고유색이기도 하다.
- 엘리베이터 중 전층 승강기의 색상이다.
- KD운송그룹의 고속버스 · 공항버스 · 시외버스 · 관광버스의 색상이다.

## 아이돌 풍선색
- 스위티
- 자우림

## 축구
대전 시티즌이 홈유니폼 색으로 사용하고 있으며, 이로 인해 대전의 홈인 대전월드컵경기장이 '퍼플아레나'라는 별칭으로 불린다.

## 紫가 들어간 낱말
- 자포(紫袍): 매우 훌륭한 옷이나 예복
- 자전(紫電): 1) 매우 날카로운 눈초리 2) 매우 급한 일
- 금자(金紫): 존귀한 사람
- 자운(紫雲): 상서로운 구름

## 같이 보기
- 카민 (색)
- 울트라마린 (색)
- 보라